# جوریونگسان
جوریونگسان کوهی در کشور کره جنوبی است. ارتفاع این کوه ۱۰۱۷ متر است.